# 映像音響処理技術者資格認定試験
映像音響処理技術者資格認定試験　はポストプロダクションに関わる人たちに必要とされる基礎知識の習熟度を評価する試験である。

## 概要
テレビ番組・CM・映画などの映像コンテンツを制作する際には、映像の編集やCGの制作のほか、音声処理の作業、放送局などの規格に合わせた変換作業など、ポストプロダクションに関連する作業が求められる。これら最低限必要とされる基礎知識を問う試験で、試験は一般社団法人日本ポストプロダクション協会により実施される。

## 受験資格
制限なし

## 試験内容

### 問題形式
マークシート形式：四者択一（75分）

### 合格基準
原則として60％以上の得点で合格となる。

### 試験科目
- 技術基礎問題（配点20％）
- 映像基礎問題（配点30％）
- 音響基礎問題（配点30％）
- デジタルメディア・コンピュータ基礎問題（配点10％）
- 著作権基礎問題（配点10％）